# Saïd Aït Messaoudène
 (janvier 2021).
Si vous disposez d'ouvrages ou d'articles de référence ou si vous connaissez des sites web de qualité traitant du thème abordé ici, merci de compléter l'article en donnant les références utiles à sa vérifiabilité et en les liant à la section « Notes et références ».
Saïd Aït Messaoudène, né le 25 juillet 1933 dans l'actuelle wilaya de Djelfa et mort le 1er janvier 2009 à Alger, est un aviateur et homme politique algérien. Il est considéré comme le père fondateur de l'aviation algérienne pour avoir supervisé la formation des premiers pilotes de l'ANP à la veille de l'indépendance. 

## Biographie

### Jeunesse
Saïd Aït Messaoudène naît le 25 juillet 1933 dans la municipalité de Had-Sahary, située dans la wilaya de Djelfa. Il grandit au sein d'une famille conservatrice, originaire de la wilaya de Tizi-Ouzou en Kabylie,. Des son plus jeune âge il fréquente l'école primaire ainsi que l'école coranique de sa ville dans laquelle il a mémorisé le Coran. Après avoir terminé la phase scolaire élémentaire, il a déménagé dans la ville de Blida avec son oncle pour poursuivre sa scolarité.
Il a suivi les cours d´un institut technique où lui fut donnée l´occasion de participer à un concours pour le recrutement de stagiaires dans une école d´aviation. Il fut reçu premier parmi les très nombreux candidats et le directeur de l´institut technique l´orienta vers un centre de formation de pilotes militaires situé en Allemagne alors occupée par les troupes alliées. En 1951, une fois son stage achevé en Allemagne, Saïd fut transféré à l´École d'aviation de Salon-de-Provence, dont il sortit avec le grade de sous-lieutenant et comme major de sa promotion avec un diplôme de pilote de chasse,.
Aït Messaoudène est affecté par le ministère de la défense française à la base aérienne de Marrakech, au Maroc, dans le cadre des opérations de l'OTAN. C'est durant son brève séjour à Marrakech qu'il prend contact avec des responsables du FLN sur place, en particulier Mansour Boudaoud qui lui conseilla de prendre contact, en arrivant à Bonn en Allemagne, avec Hafid Kéramane et Mouloud Kassem,. Mansour Boudaoud lui donna des précisions sur les précautions à prendre pour échapper à la vigilance des services français très présents en Allemagne. Il lui fournit également le mot de passe lui permettant d´être accueilli sans difficultés par le chef de mission du FLN, hébergé à l´ambassade de Tunisie à Bonn.
Une fois arrivé à Bonn, fut, pris en charge par Hafid Keramane qui lui remit un passeport tunisien sous une fausse identité. Saïd quitta l´Allemagne pour la Suisse où il était attendu par Tayeb Boulahrouf représentant de l´ALN-FLN à Berne, qui à son tour dota le déserteur d´un laissez-passer égyptien sous un nom d'emprunt. Le lieutenant pilote Ait Messaoudène débarqua à Tunis et quelques jours après au Caire.
En 1958 il déserte l'armée française pour rejoindre les rangs de l'ALN.
Lorsque Aït Messaoudène Saïd arriva en Tunisie, il fut reçu avec réserve, vu la loi qui était en vigueur au sein de l'Armée de libération et qui stipulait que toute personne ayant rejoint la Révolution devait faire l'objet d'une enquête pour s'assurer de ses intentions
Ainsi commença l'enquête par plusieurs responsables vu son haut grade et sa grande culture et du fait qu'il était pilote dans l'Alliance atlantique, ayant de grands privilèges et avec cela, il laissa tout tomber pour rejoindre la Révolution. La nouvelle était arrivée au ministre de la Guerre, qui était alors le défunt Krim Belkacem, lequel l'avait convoqué pour l'interroger personnellement. Quand ils se rencontrèrent et que le ministre lui posa des questions, il s'avéra qu'il connaissait donc sa famille et ordonna son intégration immédiate dans les rangs de l'Armée de libération.
La direction de la révolution lui confie la mission de former des jeunes pilotes dans les pays alliés soutenant la lutte indépendantiste tels que l'URSS, l'Égypte, la Chine, l'Irak ou encore la Yougoslavie,,. La Direction de la Révolution avait une stratégie à long terme, en dépit de la guerre en Algérie, consistait à utiliser l'aviation algérienne dans les combats et en profiter pour fournir à la Révolution des armes par la voie de parachutes ou les transporter à bord d'hélicoptères qui atterriraient sur le sol algérien pour décharger la cargaison et retourner ensuite vers leur base. Pour les responsables tels que Krim Belkacem et le colonel Boussoufil ce serait le premier noyau pour instituer une arme de défense aérienne après l'indépendance. À cet effet, Aït Messaoudène fut chargé de mener une délégation de pilotes militaires en Chine,
À leur arrivée, il divisa le groupe en deux :
Le premier groupe des avions de guerre avec à sa tête le général de brigade, Yahia Rahal, ainsi que les membres Bouzghoub Mohamed Tahar et Rabah Chellah.
Le second constituant le groupe de bombardiers avec à  leur tête les colonel Boudaoud Salah, Mustapha Doubabi et Abdallah Kenifi, en plus d'un groupe de techniciens dirigé par le colonel Moussouni Belkacem ainsi que Kamel Chikhi, le commandant major Abderrahmane Seghir et Hadfi Rahal.
Tous ceux-là avaient commencé à travailler sérieusement et à se former continuellement jusqu'à ce que le colonel Boussouf ordonna à Aït Messaoudène Saïd de se rendre à Baghdad en compagnie de tous les pilotes.
Ce rassemblement répondait à la stratégie du colonel Boussouf de créer une base aérienne en Libye, à proximité des frontières algériennes, aux fins d'utiliser l'aviation pour approvisionner les moudjahidines en armes par des descentes en parachutes. Cependant, les États du bloc de l'Est, et notamment l'Union soviétique, se sont opposés à la création d'une telle base en raison de la difficulté d'assurer sa protection et des problèmes et complications politiques qui pourraient en découler. Pour cette raison, l'alternative était de former un escadron d'hélicoptères pour transporter les armes à l'intérieur avec l'aide de pilotes volontaires, avec à leur tête Aït Messaoudène.
Après le déchargement de la cargaison, l'hélicoptère retournerait à son point de départ. Aït Messaoudène s'était donc rendu en compagnie des pilotes algériens en Union soviétique afin de se spécialiser en pilotage d'avions de combat et de bombardiers. Un autre groupe a été formé pour le transport, sous le commandement du capitaine Abdelkader Tahrat dans le pilotage des Antonov 12. À la fin des stages d'entraînement, Aït Messaoudène et le groupe qui l'accompagnait sont revenus en Algérie. ce noyau de pilotes formées constitueront les premiers membres de l'armée de l'air ce qui vaudra à Ait Messaoudène d'être considéré comme le pionnier de l'aviation algérienne,,

### Après l'indépendance
Après l'indépendance de l'Algérie en 1962, Aït Messaoudène est désigné commandant en chef de l'armée de l'air algérienne
Lors de la guerre des Sables en 1963, l'aviation marocaine fut utilisée pour frapper les troupes d'approvisionnement allant de Béchar vers Tindouf et entre Tindouf et les frontières. À ce moment-là, Aït Messaoudène avait ordonné que les avions prennent la direction du Sud sous son commandement. Cependant, la base de Mechria était occupée par les forces françaises, dirigées par un capitaine chargé de surveiller la piste d'atterrissage.
Quant à la base de Béchar, les autorités algériennes n'étaient pas autorisées à s'y rapprocher, d'y atterrir ou d'enclencher des combats aériens sur son territoire aérien, selon les dires du général français qui s'était entretenu avec Aït Messaoudène. À la suite de cet entretien, le ministère français de la Défense était intervenu à partir de Paris. Aït Messaoudène avait pu ainsi utiliser les bases aériennes se trouvant à l'Ouest algérien et réaliser son objectif qui était d'empêcher l'aviation marocaine d'attaquer les troupes se rendant à Tindouf.
Il est nommé conseiller du président Houari Boumédiène jusqu'en 1969, date à laquelle il prend la tête de la compagnie Air Algérie succédant à Laroussi Khalifa, premier directeur de la société. C'est par ailleurs durant son mandat que la société nationale sera entièrement nationalisée, faisant de Ait Messaoudène l'architecte de la nationalisation de la compagnie nationale. 
Par la suite, il occupe de nombreux postes ministériels, dont celui de ministre des Postes et Télécommunications du 18 décembre 1972 au 23 avril 1977, de ministre de la Santé du 23 avril 1977 au 8 mars 1978, puis ministre de l'Industrie légère du 8 mars 1979 au 22 janvier 1984. Entre 1987 et 1992, il occupe le poste de vice-président du parlement algérien.
Il se retire en 1992 de toute fonction politique

### Mort
Saïd Aït Messaoudène meurt le 1er janvier 2009 des suites d'une longue maladie, à l'hôpital militaire d'Aïn Naadja d'Alger. Il est inhumé au cimetière d'El Alia.